# 데드풀 2
《데드풀 2》(영어: Deadpool 2)는 2018년 개봉한 미국의 슈퍼 히어로 영화이다. 엑스맨 영화 시리즈의 11번째 작품이자, 2016년 영화인 《데드풀》의 후속편이다. 데이비드 리치가 감독을, 렛 리즈와 폴 워닉이 각본을 맡았다.

## 줄거리
현명한 용병 데드풀로 2년 동안 조직 범죄와 싸운 웨이드 윌슨은 여자 친구 바네사와의 기념일에 목표물 중 하나를 죽이는 데 실패한다. 그날 밤, 두 사람이 함께 가족을 시작하기로 결정한 후 목표물은 웨이드를 추적하고 실수로 바네사를 죽인다. 웨이드는 복수로 그를 죽인다. 바네사의 죽음에 대해 자신을 탓하면서 그는 6주 후 자폭하여 자살을 시도한다. 웨이드는 내세에서 그녀의 비전을 가지고 있지만 그의 치유 능력으로 인해 살아 있고 그의 몸은 콜로서스에 의해 회복된다. 웨이드에게는 바네사의 마지막 기념품으로 기념일 선물인 스키볼(Skee-Ball) 토큰만 남았다.
X-Mansion에서 회복 중인 웨이드는 바네사가 자신을 원했을 것이라고 믿기 때문에 마지못해 X-Men에 합류하는 데 동의한다. 그와 콜로서스, 네가소닉 틴에이지 워헤드는 "돌연변이 재교육 센터"라고 표시된 에식스 코퍼레이션 소유의 고아원에서 당국과 불안정한 젊은 돌연변이 러셀 콜린스 사이의 대치에 대응한다. 러셀이 고아원 직원에게 학대를 당했다는 사실을 깨달은 데드풀은 콜로서스에게 제지되기 전에 직원 중 한 명을 죽이고 웨이드와 러셀은 모두 체포된다. 전원을 억제하는 목걸이를 착용한 그들은 돌연변이 범죄자들을 가두는 고립된 감옥인 아이스 박스로 보내진다. 한편, 미래에서 온 사이버네틱 군인 케이블은 러셀을 죽이기 위해 과거로 여행을 떠난다.
케이블이 아이스 박스를 습격하고 러셀을 공격한다. 계속되는 근접전에서 칼라가 부러진 웨이드는 러셀을 보호하려고 한다. 케이블이 바네사의 토큰을 가져간 후 웨이드는 자신과 케이블을 감옥에서 강제로 빼내지만 러셀이 웨이드가 어린 돌연변이를 돌보고 있다는 사실을 부인하는 것을 엿듣기 전에는 아니다. 다시 죽을 뻔한 웨이드는 바네사에 대한 또 다른 비전을 가지고 러셀을 돕도록 설득한다. 데드풀은 X-Force라는 팀을 조직하여 러셀을 감옥 이송 차량에서 구출하고 그를 케이블로부터 보호한다. 팀은 낙하산으로 호송대를 공격하지만 데드풀과 행운의 도미노를 제외한 모든 구성원은 착륙 중에 사망한다. 케이블과의 싸움이 그들을 방해하는 동안 러셀은 학대하는 고아원 교장을 죽이는 데 동의하는 동료 수감자 저거너트를 풀어준다. 저거너트는 호송대를 파괴하고 데드풀을 반으로 찢고 러셀과 함께 탈출한다.
데드풀이 회복되는 동안 케이블은 러셀이 가족을 학살한 연쇄 살인범이 될 것이기 때문에 러셀이 교장을 죽이는 것을 막기 위해 웨이드 및 도미노와 협력할 것을 제안한다. 웨이드는 케이블이 그에게 러셀에게 말을 걸 기회를 준다는 조건으로 수락한다. 고아원에서 그들은 저거너트에 의해 압도되고 러셀은 교장을 쫓는다. 데드풀의 살인적인 방식으로 인해 처음에는 도움을 거부했던 콜로서스가 저거너트의 주의를 분산시키기 위해 도착한다. 데드풀은 러셀을 달래지 못하여 케이블이 어린 돌연변이를 쏘도록 강요한다. 데드풀은 아이스박스 목걸이를 착용한 채 총알 앞으로 뛰어내려 죽고 사후세계에서 바네사와 재회한다. 웨이드는 러셀이 교장을 죽이는 것을 막고 결과적으로 케이블의 가족을 구한다. 케이블은 웨이드의 심장 앞에 바네사의 토큰을 묶어 총알에서 살아남을 수 있도록 몇 분 동안 워프백하기 위해 예약된 마지막 충전을 사용한다. 그 후 웨이드의 택시 운전사 친구 도핀더에 의해 교장이 치여 살해된다.
학점 중간 시퀀스에서 네가소닉 틴에이지 워헤드와 그녀의 여자친구 유키오는 데드풀을 위해 케이블의 시간 여행 장치를 수리한다. 그는 그것을 사용하여 바네사와 X-Force 멤버 피터의 생명을 구하고 그린 랜턴의 시나리오를 읽은 후 데드풀과 라이언 레이놀즈의 대체판을 모두 죽인다. 그런 다음 그는 카메라 밖에서 유아 아돌프 히틀러를 죽이는 것을 고려한다.

## 출연
- 라이언 레이놀즈 - 웨이드 윌슨 / 데드풀 역
- 모레나 바카린 - 바네사 역
- 조쉬 브롤린 - 네이선 섬머스 / 케이블 역
- 에디 마산
- 브리아나 힐데브란드 - 네가소닉 틴에이지 워헤드 역
- 자시 비츠 - 도미노 역
- 테리 크루스 - 베들렘 역
- 빌 스카스가드 - 사이가이스트 역
- 쿠츠나 시오리 - 유키오 역